# Vizija sv. Evstahija (Pisanello)
Vizija svetega Evstacija je slika zgodnje italijanskega renesančnega mojstra Pisanella, ki je zdaj v Narodni galeriji v Londonu. Čas nastanka dela ni znan in so ga različni znanstveniki dodelili različnim točkam v Pisanellovi karieri, toda spletna stran Narodne galerije ga trenutno datira »približno 1438-1442«.

## Opis
Delo prikazuje svetega Evstahija pred jelenom, med rogovi katerega je razpelo, kot je opisano v Zlati legendi. Čeprav podobna zgodba govori o svetem Hubertu, identifikacija figure kot svetega Evstahija temelji na dejstvu, da je Pisanello naslikal svetega Evstahija v cerkvi Sant'Anastasia v Veroni. Tudi upodobitev svetega Huberta v italijanski umetnosti v tem obdobju je malo verjetna.
Sveti Evstahij je upodobljen kot lovec, oblečen po dvorni modi, v zlato tuniko in z modrim pokrivalom. Naročnik je zato dobil priložnost, da je delo cenil kot predan del, poleg tega, da se je poistovetil z aristokratsko zabavo lova in viteško ideologijo. Naročnik, za katerega je bilo delo naslikano, ni znan. Predlagana naročnika sta Gonzaga in Filippo Maria Visconti. Predlagana sta tudi Leonello ali Borso d’Este, navdušena lovca. Možno je, da je svetnik lahko profilni portret naročnika.
Lovski prizor je Pisanellu omogočil, da je pokazal svoje precejšnje spretnosti pri upodabljanju živali in ptic na naravoslovni, a dekorativni način. Nedvomno so bile uporabljene njegove risbe iz vzorčnih knjig. Živali so upodobljene v različnih merilih in razpršene po pokrajini, ki ni drugačna od tistih, ki so vidne na nizozemskih tapiserijah. Konstrukcija pokrajine dokazuje tudi poznavanje iluminiranih rokopisov lovskih razprav, kot je kanonični Livre de Chasse Gastona Phoebusa.
Namen praznega zvitka v ospredju slike ni znan. Ni dokazov, ki bi nakazovali, da je kdaj vseboval kakšen napis. Njegov prvotni namen je bil morda prenesti Kristusove besede svetemu Evstahiju ali nositi geslo, ki ga je dal naročnik. Predlagano pa je bilo, da je prazen zvitek zasnovan tako, da dokazuje odvečnost besed glede na podobe in se tako nanaša na sodobno humanistično razpravo o relativnih prednostih poezije in umetnosti.
V svoji zgodovini je bila vizija svetega Evstahija v veliki meri prebarvana in retuširana. Prvotno je bila tabla je bila višja (na vrhu je bila odrezana). Pokrajina je potemnela zaradi črnega podlaka in uporabe malahita. Zlato v tuniki in pasu je bilo pozlačeno. Nekatere živali, kot je medved, so bile v celoti prebarvane. Svetnikov klobuk in obraz pa sta dobro ohranjena in pastiglia (nizek gesso relief za okrasitev nekaterih detajlov), ki je prisoten v pasu, lovskem rogu in ostrogah, je originalna.
Sliko je Narodna galerija kupila leta 1895, katalogizirano kot NG 1436, danes pa je na ogled v sobi 55.